# Let Me Take You Dancing
Singles de Bryan Adams
Give Me Your Love
(1980)
Let Me Take Your Dancing est un single du chanteur canadien Bryan Adams, sorti en 1978. Il est notable pour être le premier single du chanteur, âgé de dix-neuf ans au moment de sa sortie.

## Vue d'ensemble
En 1978, Bryan Adams, alors ancien membre du groupe de rock Sweeney Todd, dont il a participé à l'écriture du second album de la formation, If Wishes Were Horses. Parallèlement, il rencontre le compositeur et producteur Jim Vallance, avec qui il va commencer une longue et fructueuse collaboration. Avec Vallance, ils écrivent Let Me Take Your Dancing au cours de la première ou deuxième semaine passés ensemble en janvier-février 1978. La mélodie, un riff de piano inspirée de Robbie King, fut composée par Vallance sur le piano de ses parents au cours des vacances de Noël 1977, Adams, quant à lui, a transformé le riff en chanson.
Le titre est, par la suite, enregistré aux Pinewood Studios, avec Geoff Turner comme ingénieur du son.